# Raion de Jelgava
El raion de Jelgava (letó Jelgavas rajons) és un dels nous raions en els quals es dividia administrativament Letònia abans de la reforma territorial administrativa de l'any 2009. Estava situat a la regió històrica de Semigàlia.
S'organitzava en una ciutat, dos municipis i dotze parròquies, cadascuna amb una autoritat del govern local. El centre administratiu del raion va ser Jelgava.